# Епель Оксана Володимирівна
Оксана Володимирівна Епель (нар. 13 лютого 1972 року, м. Донецьк, Донецька обл., Україна) — суддя Шостого апеляційного адміністративного суду, доктор юридичних наук.

## Освіта
З 1979 по 1989 рік навчалась в загальноосвітній школі № 77 в місті Донецьк, яку закінчила з відзнакою.
У 2002 році закінчила Донецький національний університет, здобула повну вищу юридичну освіту за спеціальністю «Правознавство», кваліфікацією «Юрист».

## Трудова діяльність
Трудову діяльність розпочала з 1989 року, з 1993 по 2002 на посадах оператора, юрисконсульта господарських підприємств.  
З 2002 по 2005 рр. — консультант, а з 2003 р. — помічник судді Калінінського районного суду м. Донецька.
З 2005 по 2007 рр. помічник судді Київського районного суду м. Донецька.
15 лютого 2007 р. Указом Президента України № 113/2007 призначена на посаду судді Київського районного суду м. Донецька.
23 лютого 2012 постановою Верховної Ради України № 4454-VI обрана на посаду судді Київського районного суду м. Донецька безстроково.
У травні 2013 на підставі постанови Верховної Ради України № 675-VII обрана суддею Київського апеляційного адміністративного суду, в якому працює на теперішній час.
19 липня 2016 пройшла первинне кваліфікаційне оцінювання у Вищій кваліфікаційній комісії суддів України.
У вересні 2018 року Указом Президента переведена до Шостого апеляційного адміністративного суду, а згодом — обрана на посаду судді-речника цього суду.

## Наукова діяльність
У 2011-2012 рр. захистила кандидатську дисертацію на тему: «Кримінальна відповідальність за публічні заклики до вчинення терористичного акту» та здобула науковий ступінь кандидата юридичних наук.
У 2020 захистила дисертацію на здобуття наукового ступеня доктора юридичних наук на тему: «Доктрина захисту конституційних соціальних прав людини та громадянина в Україні».
«Трудове право; право соціального забезпечення»

## Творчість
У 2017 році видала збірку віршів «Моей души неведомые дали». 

## Особисте життя
З 1996-2018 була в шлюбі з Епелем Олександром Лейзеровичем, має 4 дітей.